# Katharina Schmid

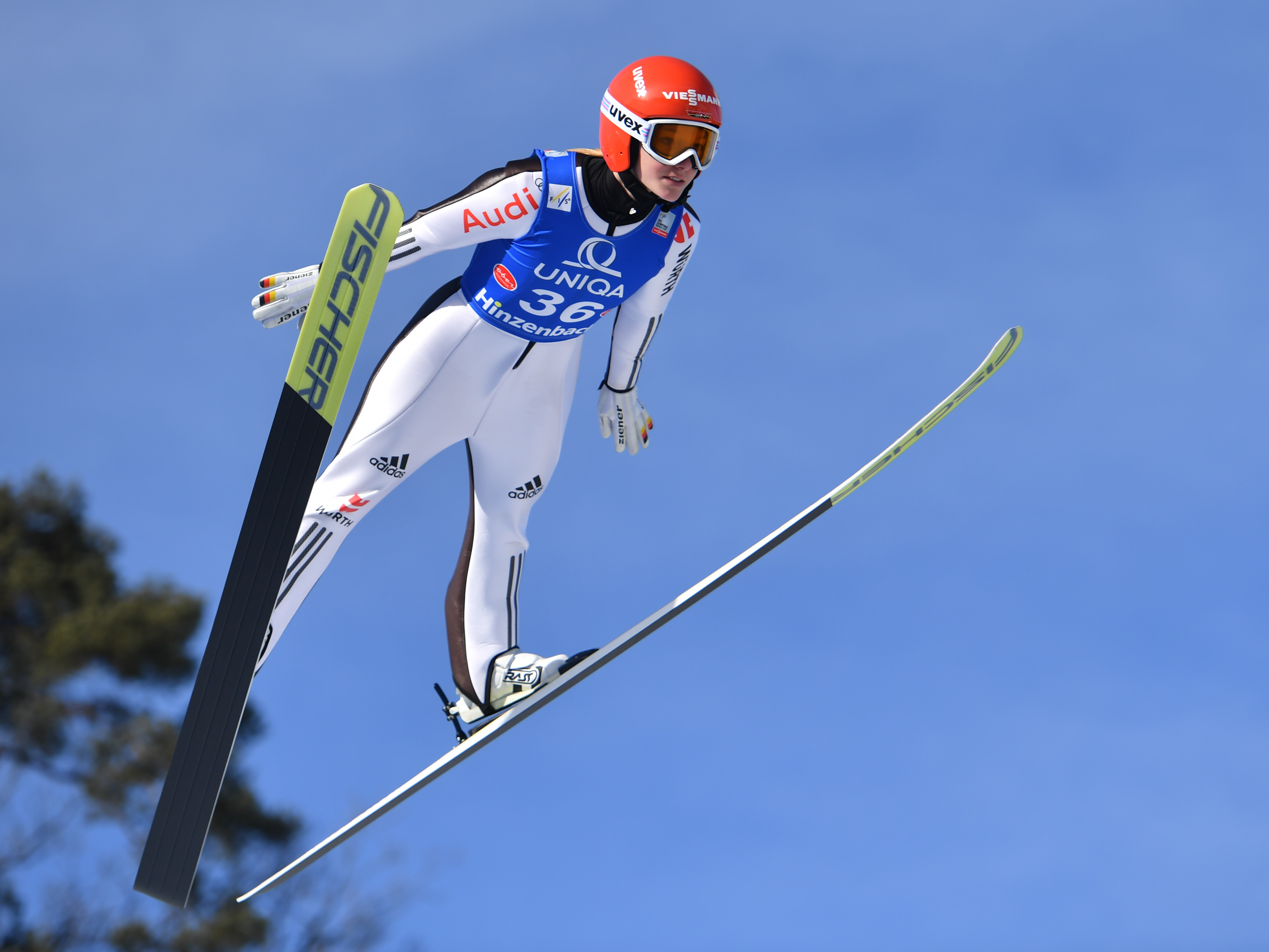
Katharina Schmid beim Weltcup in Hinzenbach 2017

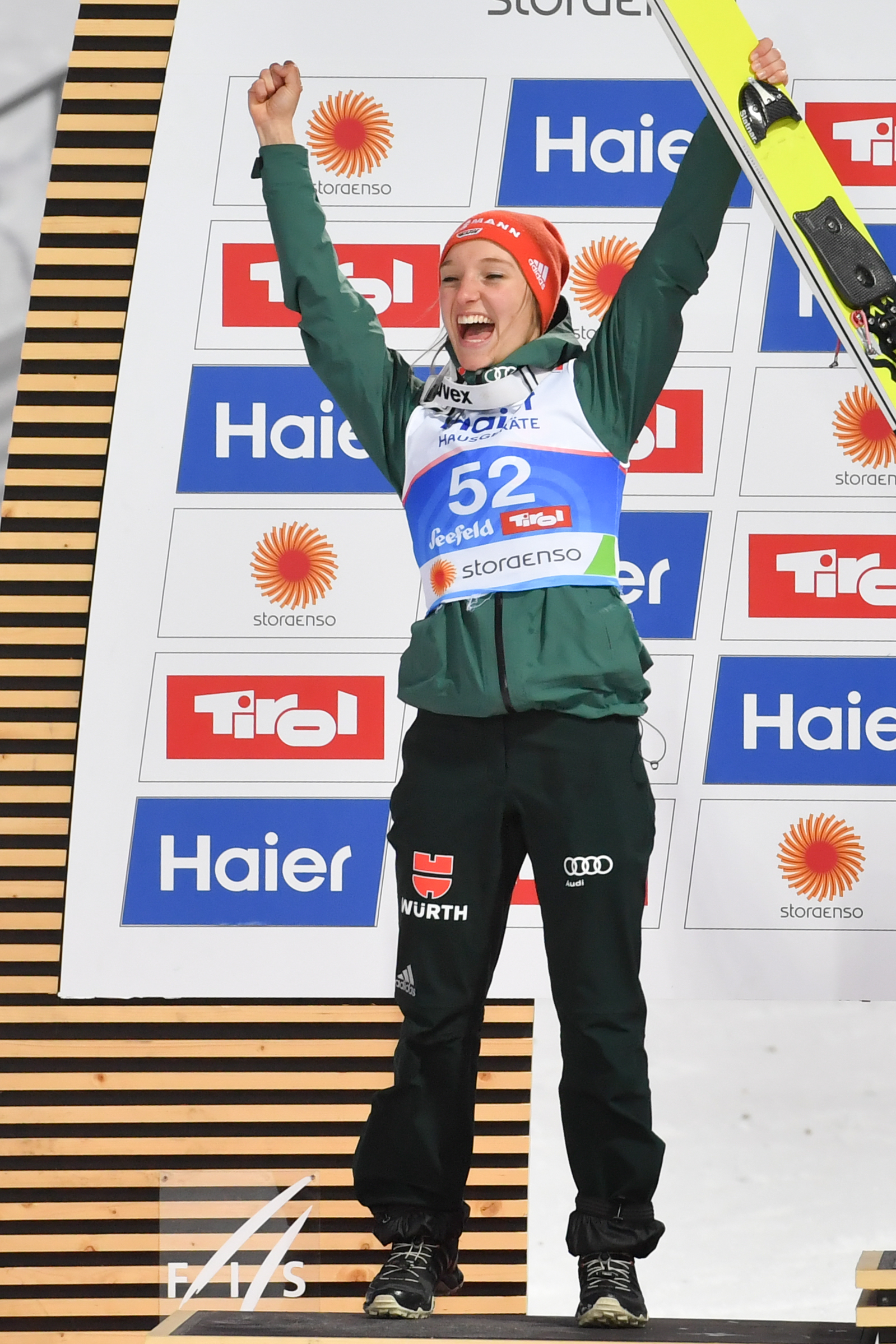
Schmid bei den Weltmeisterschaften 2019 in Seefeld

Katharina Schmid, geborene Althaus (* 23. Mai 1996 in Oberstdorf), ist eine deutsche Skispringerin. Sie ist Mitglied des Zoll Ski Teams und startet für den SC Oberstdorf. Ihre bisher größten sportlichen Erfolge sind die Weltmeistertitel im Einzel, im Teamwettbewerb und im Mixed-Team von der Normalschanze bei den Nordischen Skiweltmeisterschaften 2023 in Planica, mit der Mixed-Mannschaft bei den Nordischen Skiweltmeisterschaften 2015 in Falun, mit der Damen- und der Mixed-Mannschaft bei den Nordischen Skiweltmeisterschaften 2019 in Seefeld sowie mit der Mixed-Mannschaft bei den Nordischen Skiweltmeisterschaften 2021 in Oberstdorf. Bei den Olympischen Winterspielen 2018 in Pyeongchang und 2022 in Peking gewann sie von der Normalschanze die Silbermedaille.

## Werdegang
Schmid gab am 10. August 2008 in Bischofsgrün ihr Debüt im Continental Cup. Bei den Deutschen Meisterschaften im Skispringen 2008 in Oberhof erreichte Schmid im Einzel Platz 10 und mit Sarah Pöppel als Team Bayern I Platz 7. Am 21. Januar 2009 erreichte sie in Toblach erstmals die Punkteränge und mit Platz 12 ihr bislang bestes Ergebnis. Die Saison 2008/09 beendete Schmid auf dem 55. Platz der Continental-Cup-Gesamtwertung. Bei den OPA-Spielen 2010 in Eisenerz wurde sie Vizemeisterin. In der Saison 2010/11 gelang ihr bei einem FIS-Skispringen in Pöhla ein 24. Platz. Im weiteren Verlauf der Saison erzielte sie im Continental Cup in Hinterzarten Platz 19. Am Ende der Saison, bei ihren zweiten OPA-Spielen, wurde sie in Baiersbronn Achte.
Zu Beginn, der Saison 2011/12 wurde sie im Juli im Continental Cup in Zakopane und im September in Trondheim Dritte. Im August 2011 gelang ihr in Berchtesgaden im Ladies Cup zwei Siege. Am 3. Dezember 2011 gab sie ihr Debüt im Weltcup in Lillehammer, wurde 33. und verpasste knapp den zweiten Durchgang. Bei den Olympischen Jugend-Winterspielen 2012 in Innsbruck gewann sie Silber im Einzelspringen sowie Gold im Teamwettbewerb. Bei ihren ersten Juniorenweltmeisterschaften 2012 in Erzurum gewann sie im Team die Silbermedaille und wurde im Einzel 19. In der Alpencup-Saison 2012/13 gewann sie gleich die ersten drei Wettbewerben hintereinander. Beim Sommer-Grand-Prix 2012 in Courchevel wurde sie im Mixed-Team mit Ulrike Gräßler, Pascal Bodmer und Andreas Wank Zweite. Bei den Deutschen Meisterschaften 2012 der Juniorinnen in Hinterzarten gewann sie die Silbermedaille. Bei ihren zweiten Juniorenweltmeisterschaften 2013 in Liberec wurde sie im Einzel Elfte und im Team gewann sie die Bronzemedaille. Bei den ersten Nordischen Skiweltmeisterschaften 2013 im Val di Fiemme landete Althaus im Einzel auf Platz 32.
Am 13. Juli 2013 gab sie ihr Debüt im FIS Cup in Villach, belegte den dritten Platz und wurde einen Tag später Zweite. Beim Sommer-Grand-Prix 2013 konnte sie mit Rang 3 in Nischni Tagil erstmals das Podium erreichen, mit 156 Punkten belegte sie Platz 7 in der Gesamtwertung. Zu Beginn der Weltcupsaison 2013/14 belegte sie im Mixed-Team den vierten Platz in Lillehammer und in Tschaikowski ebenfalls. Bei ihrer dritten Teilnahme an den Juniorenweltmeisterschaften 2014 im Val di Fiemme belegte sie im Einzel den fünften und im Team den vierten Platz. Bei der Olympiapremiere des Damenskispringens belegte sie Rang 23. Sie gewann im Sommer 2014 zwei FIS-Cup-Springen in Villach und wurde Zweite beim Sommer-Grand-Prix 2014 in Almaty.
Ihr bestes Ergebnis im Weltcup 2014/15 war im Weltcupspringen in Hinzenbach mit Platz vier. Zusammen mit Carina Vogt, Richard Freitag und Severin Freund wurde Schmid am 22. Februar 2015 im Mixed-Wettbewerb der Nordischen Skiweltmeisterschaften 2015 Weltmeisterin und im Einzel 17. Im Sommer 2015 wurde sie beim Continental Cup 2015/16 in Oberwiesenthal zweimal Dritte. Beim Weltcupspringen 2015/16 in Sapporo wurde sie zweimal Sechste und in Zaō einmal Sechste. Bei den Juniorenweltmeisterschaften 2016 in Râșnov gewann sie im Einzel die Silber- und mit dem Mixed-Team die Bronzemedaille.
In der Saison 2016/17 feierte Schmid in Sapporo ihr erstes Weltcup-Podium. Am 12. Februar 2017 gelang ihr in Ljubno der erste Weltcupsieg, allerdings begünstigt durch die Abwesenheit von Favoriten wie Sara Takanashi oder Yūki Itō, welche sich auf die Olympiageneralprobe in Pyeongchang vorbereiteten. Bei den Nordischen Skiweltmeisterschaften 2017 in Lahti belegte sie den achten Rang im Einzelwettbewerb auf der Normalschanze, im Mixed-Teamwettbewerb wurde sie als Teil der amtierenden Weltmeistermannschaft nicht eingesetzt. Am Saisonende belegte sie mit Platz 4 in der Gesamtwertung ihr bis dato bestes Weltcupergebnis.
Am 11. August 2017 erzielte sie in Courchevel vor Sara Takanashi und Yūki Itō ihren ersten Sieg bei einem Sommer-Grand-Prix-Springen. Zu Beginn der Weltcup-Saison 2017/18 gelangen ihr im Rahmen des erstmals ausgetragenen Lillehammer Triple ihr zweiter und dritter Weltcupsieg im Einzel. Mit den beiden Siegen und einem weiteren zweiten Platz entschied sie die Gesamtwertung des Lillehammer Triple für sich. Bei den Olympischen Winterspielen 2018 in Pyeongchang gewann sie am 12. Februar 2018 mit Platz 2 hinter Olympiasiegerin Maren Lundby die Silbermedaille und wurde dafür am 7. Juni 2018 mit dem Silbernen Lorbeerblatt ausgezeichnet. Bei der ersten Weltcupstation nach den Winterspielen in Râșnov erzielte sie ihren dritten Weltcupsieg der Saison. Sie beendete die Saison mit 928 Punkten als Gesamtweltcup-Zweite hinter Maren Lundby.
Zum Auftakt des Skisprung-Weltcups 2018/19 gelang es Schmid, mit zwei vierten Plätzen und einem Sieg das Lillehammer Triple 2018 erneut zu gewinnen und die Gesamtweltcup-Führung zu übernehmen. Nachdem sie zwei weitere Weltcupsiege auf der Les-Tuffes-Normalschanze im französischen Prémanon erzielt hatte, erreichte sie in den darauffolgenden Starts noch sechsmal das Podium. Darüber hinaus konnte sie auf der Zaō-Schanze im japanischen Yamagata gemeinsam mit Juliane Seyfarth, Ramona Straub und Carina Vogt den ersten Weltcupsieg eines deutschen Teams feiern. Diesen Erfolg konnte sie beim zweiten Teamspringen der Saison in Ljubno zusammen mit Vogt, Anna Rupprecht und Seyfarth bestätigen. Als Gesamtweltcup-Zweite reiste Schmid Ende Februar nach Seefeld zu den Nordischen Skiweltmeisterschaften 2019. Dort gewann sie den Titel im erstmals bei Weltmeisterschaften ausgetragenen Teamwettbewerb zusammen mit Seyfarth, Straub und Vogt vor Österreich und Norwegen. Im Einzelwettbewerb wurde sie mit Bestweiten in beiden Durchgängen bei jedoch schlechteren Haltungsnoten Vizeweltmeisterin mit 0,5 Punkten Rückstand hinter der Norwegerin Maren Lundby. Das abschließende Mixed-Teamspringen gewann sie mit Markus Eisenbichler, Juliane Seyfarth und Karl Geiger vor den Mannschaften aus Österreich und Norwegen.
In der Corona-Krise nähte sie Atemschutzmasken für befreundete Rettungskräfte und Ärzte. Im Oktober 2020 zeichnete der Bayerische Sportminister Joachim Herrmann sie daher mit dem Bayerischen Sportpreis für „beispielhaftes Engagement zur Bewältigung der Corona-Pandemie“ aus.
Bei den Nordischen Skiweltmeisterschaften 2021 in Oberstdorf wurde sie zusammen mit Markus Eisenbichler, Anna Rupprecht und Karl Geiger Weltmeister im Mixed-Teamwettbewerb. Im Oktober konnte Schmid ihren sechsten deutschen Meistertitel im Einzel und zusammen mit Amelie Tannheimer die Silbermedaille im Team gewinnen. Bei den Olympischen Winterspielen 2022 in Peking gewann sie zwischen den Sloweninnen Urša Bogataj und Nika Križnar von der Normalschanze die Silbermedaille.
Bei den Nordischen Skiweltmeisterschaften 2023 in Planica wurde sie Weltmeisterin im Einzelwettbewerb von der Normalschanze. Gemeinsam mit Anna Rupprecht, Luisa Görlich und Selina Freitag gewann sie außerdem die Goldmedaille im Teamspringen der Damen. Auch im Mixed-Teamwettbewerb wurde sie zusammen mit Selina Freitag, Karl Geiger und Andreas Wellinger Weltmeisterin. Im Einzelwettbewerb von der Großschanze gewann sie die Bronzemedaille.

## Erfolge

### Weltcupsiege im Einzel
| Nr. | Datum             | Ort              | Typ           |
| --- | ----------------- | ---------------- | ------------- |
| 01. | 12. Februar 2017  | Ljubno           | Normalschanze |
| 02. | 2. Dezember 2017  | Lillehammer      | Normalschanze |
| 03. | 3. Dezember 2017  | Lillehammer      | Großschanze   |
| 04. | 3. März 2018      | Râșnov           | Normalschanze |
| 05. | 2. Dezember 2018  | Lillehammer      | Großschanze   |
| 06. | 15. Dezember 2018 | Prémanon         | Normalschanze |
| 07. | 16. Dezember 2018 | Prémanon         | Normalschanze |
| 08. | 4. Dezember 2021  | Lillehammer      | Normalschanze |
| 09. | 3. Dezember 2022  | Lillehammer      | Normalschanze |
| 10. | 11. Dezember 2022 | Titisee-Neustadt | Großschanze   |
| 11. | 7. Januar 2023    | Sapporo          | Großschanze   |
| 12. | 28. Januar 2023   | Hinterzarten     | Großschanze   |
| 13. | 4. Februar 2023   | Willingen        | Großschanze   |
| 14. | 17. Februar 2023  | Râșnov           | Normalschanze |
| 15. | 15. März 2023     | Lillehammer      | Großschanze   |
| 16. | 24. November 2024 | Lillehammer      | Großschanze   |
| 17. | 14. Dezember 2024 | Zhangjiakou      | Normalschanze |
| 18. | 15. Dezember 2024 | Zhangjiakou      | Normalschanze |
| 19. | 5. Januar 2025    | Villach          | Normalschanze |

### Weltcupsiege im Team
| Nr. | Datum             | Ort         | Typ                 |
| --- | ----------------- | ----------- | ------------------- |
| 01. | 19. Januar 2019   | Yamagata    | Normalschanze 1     |
| 02. | 9. Februar 2019   | Ljubno      | Normalschanze 2     |
| 03. | 22. November 2024 | Lillehammer | Großschanze Mixed 3 |

### Grand-Prix-Siege im Einzel
| Nr. | Datum           | Ort         | Typ           |
| --- | --------------- | ----------- | ------------- |
| 01. | 11. August 2017 | Courchevel  | Normalschanze |
| 02. | 5. Oktober 2024 | Klingenthal | Großschanze   |

### Grand-Prix-Siege im Team
| Nr. | Datum           | Ort         | Typ                 |
| --- | --------------- | ----------- | ------------------- |
| 1.  | 8. Oktober 2023 | Klingenthal | Großschanze Mixed 4 |
| 2.  | 6. Oktober 2024 | Klingenthal | Großschanze Mixed 5 |

### Continental-Cup-Siege im Einzel
| Nr. | Datum              | Ort          | Typ                  |
| --- | ------------------ | ------------ | -------------------- |
| 01. | 15. September 2018 | Oslo         | Normalschanze        |
| 02. | 16. September 2018 | Oslo         | Normalschanze        |
| 03. | 18. September 2021 | Oslo         | Normalschanze        |
| 04. | 19. September 2021 | Oslo         | Normalschanze        |
| 05. | 18. März 2022      | Whistler     | Normalschanze        |
| 06. | 19. März 2022      | Whistler     | Normalschanze        |
| 07. | 11. August 2024    | Hinterzarten | Normalschanze (ICOC) |
| 08. | 14. September 2024 | Trondheim    | Normalschanze (ICOC) |
| 09. | 15. September 2024 | Trondheim    | Normalschanze (ICOC) |
| 10. | 7. Dezember 2024   | Zhangjiakou  | Normalschanze (ICOC) |
| 11. | 8. Dezember 2024   | Zhangjiakou  | Normalschanze (ICOC) |

### FIS-Cup-Siege
| Nr. | Datum         | Ort     | Typ           |
| --- | ------------- | ------- | ------------- |
| 01. | 12. Juli 2014 | Villach | Normalschanze |
| 02. | 13. Juli 2014 | Villach | Normalschanze |

### Alpencup-Siege
| Nr. | Datum         | Ort          | Typ              |
| --- | ------------- | ------------ | ---------------- |
| 01. | 27. Juli 2012 | Pöhla        | Mittlere Schanze |
| 02. | 28. Juli 2012 | Bischofsgrün | Mittlere Schanze |
| 03. | 29. Juli 2012 | Bischofsgrün | Mittlere Schanze |

### Deutsche Meisterschaften
| Deutsche Junioren-Meisterschaften | Deutsche Junioren-Meisterschaften | Deutsche Junioren-Meisterschaften | Deutsche Junioren-Meisterschaften |
| --------------------------------- | --------------------------------- | --------------------------------- | --------------------------------- |
| Silber                            | 2012 Hinterzarten                 | Silber im Einzel Mittlere Schanze |                                   |
| Gold                              | 2013 Oberstdorf                   | Gold im Einzel Mittlere Schanze   |                                   |
| Gold                              | 2014 Hinterzarten                 | Gold im Einzel Mittlere Schanze   |                                   |
| Gold                              | 2015 Oberstdorf                   | Gold im Einzel Mittlere Schanze   |                                   |

| Deutsche Meisterschaften | Deutsche Meisterschaften    | Deutsche Meisterschaften          | Deutsche Meisterschaften |
| ------------------------ | --------------------------- | --------------------------------- | ------------------------ |
| Bronze                   | 2011 Meinerzhagen           | Bronze im Einzel Mittlere Schanze |                          |
| Gold                     | 2013 Oberstdorf             | Gold im Einzel Normalschanze      |                          |
| Gold                     | 2014 Hinterzarten           | Gold im Einzel Normalschanze      |                          |
| Silber                   | 2015 Oberstdorf             | Silber im Einzel Normalschanze    |                          |
| Bronze                   | 2016 Berchtesgaden          | Bronze im Einzel Normalschanze    |                          |
| Gold                     | 2017 Oberstdorf             | Gold im Einzel Normalschanze      |                          |
| Gold                     | 2018 Hinterzarten           | Gold im Einzel Normalschanze      |                          |
| Silber                   | 2018 Hinterzarten           | Silber im Team Normalschanze      |                          |
| Silber                   | 2019 Klingenthal            | Silber im Einzel Großschanze      |                          |
| Gold                     | 2020 Oberstdorf             | Gold im Einzel Normalschanze      |                          |
| Bronze                   | 2020 Oberstdorf             | Bronze im Team Normalschanze      |                          |
| Gold                     | 2021 Oberhof                | Gold im Einzel Großschanze        |                          |
| Silber                   | 2021 Oberhof                | Silber im Team Normalschanze      |                          |
| Silber                   | 2023 Klingenthal            | Silber im Einzel Großschanze      |                          |
| Silber                   | 2023 Klingenthal            | Silber im Team Großschanze        |                          |
| Gold                     | 2024 Garmisch-Partenkirchen | Gold im Einzel Großschanze        |                          |
| Gold                     | 2024 Garmisch-Partenkirchen | Gold im Team Großschanze          |                          |

## Statistik

### Weltcup-Platzierungen
| Saison  | Platz | Punkte |
| ------- | ----- | ------ |
| 2011/12 | 28.   | 0095   |
| 2012/13 | 22.   | 0141   |
| 2013/14 | 13.   | 0345   |
| 2014/15 | 09.   | 0299   |
| 2015/16 | 12.   | 0341   |
| 2016/17 | 04.   | 0776   |
| 2017/18 | 02.   | 0928   |
| 2018/19 | 02.   | 1493   |
| 2019/20 | 05.   | 0617   |
| 2020/21 | 09.   | 0316   |
| 2021/22 | 04.   | 0906   |
| 2022/23 | 02.   | 1497   |
| 2023/24 | 10.   | 0751   |
| 2024/25 | 03.   | 1201   |

### Grand-Prix-Platzierungen
| Saison | Platz | Punkte |
| ------ | ----- | ------ |
| 2012   | 27.   | 0025   |
| 2013   | 07.   | 0156   |
| 2014   | 02.   | 0125   |
| 2015   | 14.   | 0094   |
| 2016   | 08.   | 0088   |
| 2017   | 13.   | 0100   |
| 2018   | 06.   | 0200   |
| 2019   | 17.   | 0048   |
| 2021   | 12.   | 0141   |
| 2022   | 05.   | 0150   |
| 2023   | 12.   | 0121   |
| 2024   | 11.   | 0100   |

### Continental-Cup-Platzierungen
| Saison  | Sommer | Sommer | Winter | Winter | Gesamt | Gesamt |
| Saison  | Platz  | Punkte | Platz  | Punkte | Platz  | Punkte |
| ------- | ------ | ------ | ------ | ------ | ------ | ------ |
| 2008/09 | –      | –      | 55.    | 022    | 55.    | 022    |
| 2010/11 | –      | –      | 66.    | 012    | 66.    | 012    |
| 2011/12 | 06.    | 281    | 39.    | 030    |        | 311    |
| 2015/16 | 09.    | 120    | –      | –      | 14.    | 120    |
| 2016/17 | 02.    | 160    | –      | –      | 06.    | 160    |
| 2018/19 | 01.    | 200    | –      | –      | 07.    | 200    |
| 2021/22 | 05.    | 200    | 17.    | 200    | 08.    | 400    |
| 2022/23 | 10.    | 110    | –      | –      | 31.    | 110    |

### Intercontinental-Cup-Platzierungen
| Saison  | Sommer | Sommer | Winter | Winter | Gesamt | Gesamt |
| Saison  | Platz  | Punkte | Platz  | Punkte | Platz  | Punkte |
| ------- | ------ | ------ | ------ | ------ | ------ | ------ |
| 2024/25 | 01.    | 300    | 11.    | 200    |        |        |

### FIS-Cup-Platzierungen
| Saison  | Platz | Punkte |
| ------- | ----- | ------ |
| 2013/14 | 10.   | 140    |
| 2014/15 | 04.   | 285    |
| 2016/17 | 20.   | 120    |

### Alpencup-Platzierungen
| Saison  | Platz | Punkte |
| ------- | ----- | ------ |
| 2012/13 | 08.   | 300    |

## Privates
Seit 2023 ist sie mit Patrick Schmid verheiratet, dessen Nachnamen sie annahm. Ihr Ehemann ist der ältere Bruder des Nordischen Kombinierers Julian Schmid.

## Auszeichnungen
- 2018 und 2022[9]: Silbernes Lorbeerblatt
- 2018: Sportlerin des Monats Dezember
- 2020: Goldener Ski des Deutschen Skiverbands[10]
- 2023: Bayerischer Sportpreis (Sportmomente für die Ewigkeit)[11]